# 版权转让协议
版权转让协议（英語：copyright transfer agreement）是把作品版权从原版权拥有者转给别人的合同。这在出版界很常见。
比如说，游戏公司想请画家画个游戏boss，出版社想用某个作者的文章，他们有两个选择：要么买断版权，要么只买使用权。版权转让就是买断，之后这个作品就完全属于买方了。
不过各国法律不同。有些国家根本不允许转让版权，只能授权使用。 在美国和英国，版权转让必须签书面合同。如果是公司雇员在工作中创作的，版权通常直接归公司，不需要额外转让。
学术出版有点特殊。作者把论文版权转给期刊社，通常拿不到钱。 这在传统学术出版中是标准做法， 据说方便处理各种版权事务。 但现在有了网络出版，很多人质疑这样做还有没有必要。 开放获取出版就是个替代方案，作者可以保留版权。

## 历史背景
版权转让协议流行起来，是因为1976年美国修改了版权法。 新法规定，作品一创作出来版权就归作者，不用等到发表。 这样一来，出版社想卖书就必须先从作者那里买版权，而且得签书面合同才有效。

## 为什么要转让版权
如果作者自己持有版权，出版社每次想用都得写信申请，记录一大堆东西，经常耽误时间。好的学术期刊一年能收到几百个这样的申请，处理起来很麻烦。但如果期刊拥有版权，处理这些事就快多了，大家都满意。
 — J. Lagowski (1982)
出版社需要复制、展示、发行作品的权利，这是他们的基本职能。 但有些出版社要求得更多——完全拥有版权。 这意味着连作者自己都不能随便在别处重复使用自己的文字、图表，必须先征得出版社同意。
版权转让协议还要求作者保证：材料确实是自己的，没在别处发表过，也没同时投给其他地方。 这是为了防止一稿多投和抄袭。

## 各种批评声音
批评者认为，学术出版中的版权转让“表面上为学术界服务，实际上是为了管理长期资产”，明显偏向出版社，对作者好处不大。 这些协议经常和学者自存档的习惯冲突， 有时条款写得模糊不清。
2017年有个有趣的案例。程序员约翰逊个人开发软件，后来成立了公司。 他在年报中写自己把“所有资产”转给了公司，法院认为这包括软件版权。约翰逊说自己只是想转让销售权，但败诉了。这提醒大家，版权转让的“书面证明”不一定是写得很清楚的，模糊的表述也可能被法院认定有效。